# Steinertsee
Der Steinertsee ist ein etwa 4,5 ha großer Tagebaurestsee in Kaufungen im nordhessischen Landkreis Kassel.

## Geographische Lage
Der Steinertsee liegt am Westfuß des Kaufunger Waldes im Geo-Naturpark Frau-Holle-Land (Werratal.Meißner.Kaufunger Wald). Er befindet sich nordöstlich von Niederkaufungen und nordwestlich von Oberkaufungen. Südlich vorbei am See fließt in Ost-West-Richtung der Fulda-Zufluss Losse mit der parallel dazu verkehrenden Lossetalbahn.

## Geschichte und Beschreibung
Im Untertage- und Tagebau Steinertfeld, dem Ort des Seebeckens, wurde von 1955 bis 1967 Braunkohle aufgeschlossen und abgebaut. Von 1960 bis 1968 wurde das insgesamt etwa 8,7 ha große Gelände als Müllkippe verwendet, was den damaligen Gemeinden Niederkaufungen und Oberkaufungen erhebliche Geruchsbelästigungen bescherte. Noch bis 1975 wurden Asche und Filterstaub aus der Müllverbrennungsanlage Kassel in die Grube abgekippt.
Ab 1971 begann die Rekultivierung der inzwischen mit Wasser vollgelaufenen Grube und angrenzenden Geländeflächen. Es entstand ein insgesamt etwa 36,7 ha großer Freizeit-, Erholungs- und Sportbereich, Steinertseepark genannt, mit rund 4,5 ha Wasserflächen. An den Seeufern haben sich 122 Vogelarten angesiedelt und seltene Amphibien und Pflanzen finden Lebensraum in den Uferzonen und angrenzenden Auenwäldern. Das Baden im Steinertsee ist verboten.
Direkt südöstlich des Sees liegt eine Nabu-Schutzzone.

## Wandern und Steinertseebahn
Rund um den Steinertsee sind Rad- und Spazierwege angelegt. Zudem führen vorbei am See im Norden der Märchenlandweg und nörd- und südlich des Sees der Eco Pfad Mensch und Wasser in Kaufungen. In der warmen Jahreszeit verkehrt innerhalb des Parks nordöstlich des Sees die vom Modellbahnclub Kassel e.V. betriebene Miniatur-Dampfbahnanlage Steinertseebahn.